# Rue Tholozé
Pour les articles homonymes, voir Tholozé.
La rue Tholozé est une voie du 18e arrondissement de Paris, en France.

## Situation et accès
La rue Tholozé est une voie publique située dans le 18e arrondissement de Paris. Elle débute au 56, rue des Abbesses et se termine au 86 bis, rue Lepic.

## Origine du nom
Nommée en hommage à Henri Alexis Tholozé (1781-1853).

## Historique
Cette voie, située sur l'ancienne commune de Montmartre, a été classée dans la voirie de Paris en 1877.

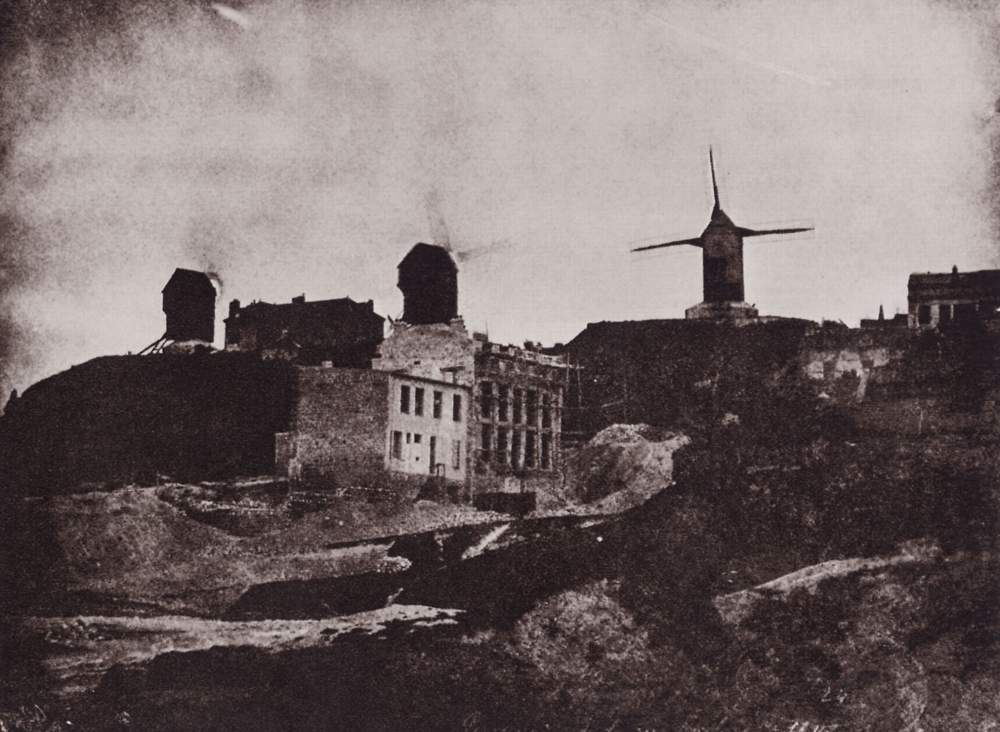
Immeubles en construction rue Tholozé (Hippolyte Bayard, vers 1842).

## Bâtiments remarquables et lieux de mémoire
- No 10 : cinéma Studio 28.